# Parafia Miłosierdzia Bożego w Łodzi
Parafia pw. Miłosierdzia Bożego w Łodzi – parafia rzymskokatolicka w dekanacie Łódź-Teofilów-Żubardź archidiecezji łódzkiej.

## Historia
Parafia erygowana 17 stycznia 1983 przez biskupa Józefa Rozwadowskiego. Do budowy kościoła, według projektu architektów Joanny i Piotra Stefańskich oraz Mariana Stefańskiego, przystąpiono 1 września 1988. Prace zakończono w grudniu 1999. Kościół poświęcony 25 grudnia 2000 przez arcybiskupa Władysława Ziółka. Obok kościoła znajduje się Katolickie Gimnazjum i Liceum Ogólnokształcące im. Jana Pawła II. Jest pierwszą szkołą katolicką w Łodzi. Powstało w 1991 roku.

## Wyposażenie kościoła
Ołtarz główny z tabernakulum, kaplica św. Faustyny, kaplica MB Ostrobramskiej, Droga Krzyżowa, organy, kaplica chrzcielna św.Alberta Chmielowskiego.

### Plebania
Wybudowana w latach 1986–1988, murowana, kanalizacja, centralne ogrzewanie.

### Kaplice na terenie parafii
- Kaplica w Domu Spokojnej Starości, ul. Rojna 52
- Kaplica w Domu Zakonnym Sióstr Matki Bożej Miłosierdzia, ul. Wici 57

## Formy duszpasterstwa

### Triduum Eucharystyczne
Trzy dni przed odpustem Miłosierdzia Bożego – adoracja całodobowa Najświętszego Sakramentu w trzeci piątek każdego miesiąca.
- Żywa Róża
- bielanki (prow.:siostry)
- ministranci (opiekun: ks. Jacek Syjud)
- asysta (opiekun: ks. proboszcz)
- chór (organista)
- Fundacja Katolickiego Gimnazjum i Liceum Ogólnokształcącego im. Jana Pawła II

## Księża pochodzący z parafii
- ks. Franciszek Dowleszewicz, wyśw. 1984
- ks. Tomasz Falak, wyśw. 1988
- ks. Dariusz Kucharski, wyśw. 1991
- ks. Adam Kubik, wyśw. 2004
- ks. Tomasz Zieliński, wyśw. 2004

### Zakonnicy pochodzący z parafii
- ks. Sebastian Walak CP, wyśw. 1995, pasjonista
- ks. Wojciech Adamczewski CP, wyśw. 1997, pasjonista
- ks. Krzysztof Łabędź CMF, wyśw. 1997, klaretyn

### Zakonnice pochodzące z parafii
- s. Joanna Dresler, 1992, klaretynka
- s. Urszula (Antonina) Żubrowska, 1993, karmelitanka Dz.J.

### Księgi metrykalne
- ochrzczonych od 1983
- małżeństw od 1983
- zmarłych od 1983

### Kapłani
Proboszcz:
- ks. dr Marek Pluta

Wikariusze:
- ks. Marek Kostrzewa
- ks. Łukasz Leśniewski
- ks. Jacek Syjud

## Zasięg parafii
Ulice:

- Aleksandrowska – nr 50–130,
- Banachiewicza,
- Cebertowicza,
- Chemiczna,
- Cieplarniana – od Szczecińskiej do rzeki Jasieniec,
- Dożynkowa,
- Dylika,
- Dyngusowa,
- Fizyczna,
- Geodezyjna,
- Gryczana,
- Iwaszkiewicza,
- Janowskiego,
- Jasne Błonia,
- Kaczeńcowa – str. zachodnia od Aleksandrowskiej do rzeki Jasieniec,
- Komputerowa,
- Kosmiczna,
- Kotarbińskiego,
- Laserowa,
- Lniana – do ul. Kaczeńcowej,
- Majewskiego,
- Mencla,
- Micińskiego,
- Piętaka,
- Pisankowa,
- Przybosia,
- Rąbieńska – str. północna od rzeki Jasieniec do ul. Szczecińskiej,
- Rojna – 48–92 i 27–63,
- Romera,
- Rydzowa,
- Szczecińska – str. wschodnia od Aleksandrowskiej do Rąbieńskiej,
- Sztaudyngera,
- Świąteczna,
- Telewizyjna,
- Wernera,
- Wici,
- Zadraż.